# Áno Kómi
Áno Kómi är en ort i Grekland.   Den ligger i prefekturen Nomós Kozánis och regionen Västra Makedonien, i den norra delen av landet, 300 km nordväst om huvudstaden Aten. Áno Kómi ligger 440 meter över havet och antalet invånare är 1 547.
Terrängen runt Áno Kómi är kuperad åt nordväst, men åt sydost är den platt.Runt Áno Kómi är det ganska glesbefolkat, med 30 invånare per kvadratkilometer. Närmaste större samhälle är Kozani, 8,9 km norr om Áno Kómi. Trakten runt Áno Kómi består till största delen av jordbruksmark.